# My Dying Bride
A My Dying Bride egy angol metalegyüttes, melynek zenéjében a death metal keveredik a doom és gothic metallal. 1990 óta tartó pályafutásuk alatt 12 stúdióalbumot jelentettek meg, de EP-k, válogatáslemezek és két koncertlemez is napvilágot látott a nevük alatt. A formáció utolsó nagylemeze The Ghost of Orion címmel 2020-ban jelent meg. Az Anathema és a Paradise Lost mellett a legnépszerűbb death/doom metalzenekar.

## Korai évek
A My Dying Bride az észak-angliai Halifax városban alakult 1990-ben. Közvetlen előzménynek tekinthető az Abiosis zenekar, ahol több későbbi My Dying Bride tag is játszott. Az Abiosis még death metal zenekarként működött, de már ekkor lassabb tempókat alkalmaztak, mint a death metal zenekarok többsége. 1990-ben vették fel a My Dying Bride nevet, az ekkori felállás pedig így nézett ki:
- Aaron Stainthorpe (ének)
- Andrew Craighan (gitár, billentyű)
- Calvin Robertshaw (gitár)
- Rick Miah (dob)

Ez a felállás készítette el a Towards the Sinister demót, mely 1990-ben jelent meg. 1991-ben jelent meg a God Is Alone kislemez, majd ezt követően a Peaceville Records kiadóhoz szerződtek. A Symphonaire Infernus et Spera Empyrium címre keresztelt EP már az ő gondozásukban jelent meg 1992 márciusában. Az anyagon már Adrian Jackson basszusgitáros volt hallható.
1992-ben jelent meg a debütáló album As the Flower Withers címmel. A megjelenést követően nem sokkal később újabb EP-vel rukkoltak elő, mely a The Thrash of Naked Limbs címet kapta. Ezt követően már egy saját európai turnéra készültek, mikor a dobos Rick Miah csuklója balesetet szenvedett egy klipforgatás alatt.

### Doom/death úttörők
1993-ban csatlakozott hozzájuk Martin Powell, aki billentyűs hangszerek és hegedű segítségével színesítette a My Dying Bride hangzáspalettáját. 1993-ban jelent meg a Turn Loose the Swans album, mely nagy feltűnést keltett underground körökben. Aaron Stainthorpe költői szövegei, a súlyos és komor hangulatú zenével egy olyan hatást eredményezett, mely rajongók ezreit állította a zenekar mellé. A My Dying Bride nevét gyakran emlegették együtt az Anathema és a Paradise Lost zenekarokkal, mint egy új stílusirányzat úttörőit. Ugyan az album sikeresnek volt mondható, de a zenekarnak néhány kellemetlenséggel is szembe kellett néznie a lemezbemutató turnén. Autóbalesetet szenvedtek a havas úton, ráadásul a felszerelésük is némi lopáskárt szenvedett el.
1994-ben újabb EP jelent meg I Am the Bloody Earth címmel, melyet még egy EP követett a The Sexuality of Bereavement. Szintén 1994-ben jelent meg a The Stories című lemez, melyen a Symphonaire Infernus et Spera Empyrium, a The Thrash of Naked Limbs és az I Am the Bloody Earth EP-k találhatóak meg.

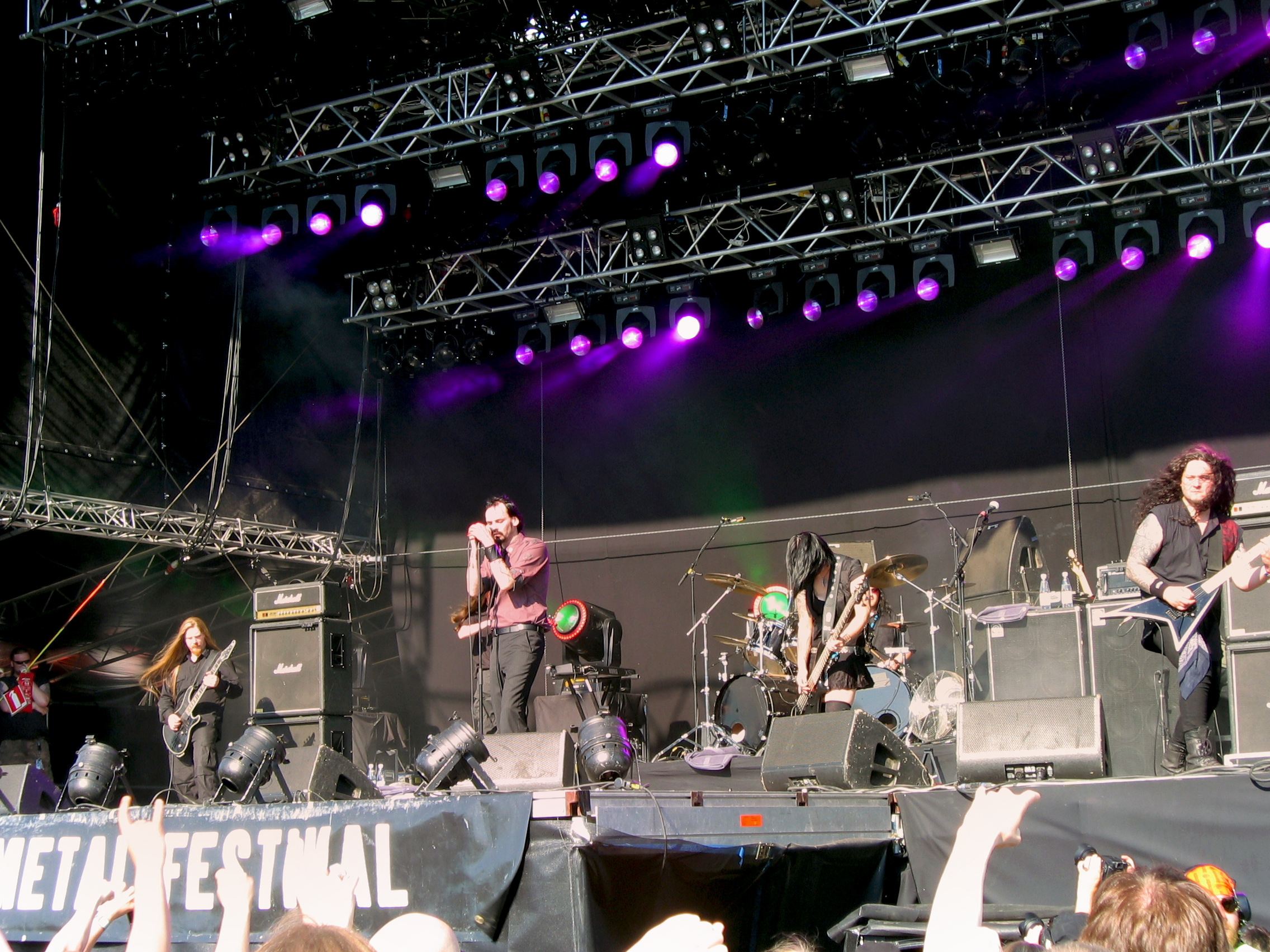
A My Dying Bride a 2009-es Tuska fesztiválon.

A következő nagylemez 1995-ben jelent meg The Angel and the Dark River címmel. A megjelenést követően felléptek a Dynamo fesztiválon, de az Iron Maiden előtt is adtak néhány koncertet. 1995-ben Trinity címmel újra kiadták az első három EP anyagát.
1996-ban jelent meg a következő nagylemez, mely a Like Gods of the Sun címet kapta. Az album tisztább hangzást kapott, mint elődjei. A megjelenést követően a Sentenced és a Cathedral társaságában turnéztak.
Rick egészsége azonban annyira megromlott, hogy a turné végeztével kénytelen volt elhagyni a zenekart. Helyére Bill Law került kisegítő jelleggel. Az 1998-as 34.788%...Complete album a változatosságra és a kísérletezésre helyezte a hangsúlyt, a súlyosság és a komor hangulat megtartása mellett. Ugyan a lemez sikeres volt, de rendesen megosztotta a rajongótábort.
1999-ben jelent meg a hatodik nagylemez a The Light at the End of the World. A korongon Shaun Taylor-Steels (ex-Anathema) dobos és Jonny Maudling billentyűs volt hallható, az Aaron–Andrew–Adrian hármas mellett. Maudling helyét nem sokkal később már Sarah Stanton vette át, valamint csatlakozott hozzájuk Hamish Glencross is, mint másodgitáros.

### 2000-es évek
Az új évezredet egy Meisterwerk 1 című válogatáslemezzel kezdték, aminek a folytatása 2001-ben jelent meg Meisterwerk 2 címmel. 2001-ben azonban új nagylemez is megjelent, mely a The Dreadful Hours címet kapta. A lemezt követő turné Tilburgban tartott koncertjét rögzítették, ami végül The Voice of the Wretched címmel meg is jelent.
A következő stúdióalbum 2004-ben Songs of Darkness, Words of Light címmel jelent meg. Az album hozta elődei magas színvonalát, a lemezt követő turnét pedig ismét sikerként könyvelhette el a zenekar.
2005-ben Anti-Diluvian Chronicles címmel egy 3 CD-ből álló válogatást jelentettek meg, amit a Sinamorata címre keresztelt DVD követett. 2006-ban egy EP jelent meg a Deeper Down, amit az A Line of Deathless Kings album követett. Az EP-n és a lemezen is már John Bennett ült a dobok mögött. Őt hamarosan Dan Mullins váltotta fel. Ezt követően Lena Abé lett a zenekar új basszusgitárosa. A 2008-ban kiadott An Ode to Woe című koncertlemezen is már az ő játéka hallható.

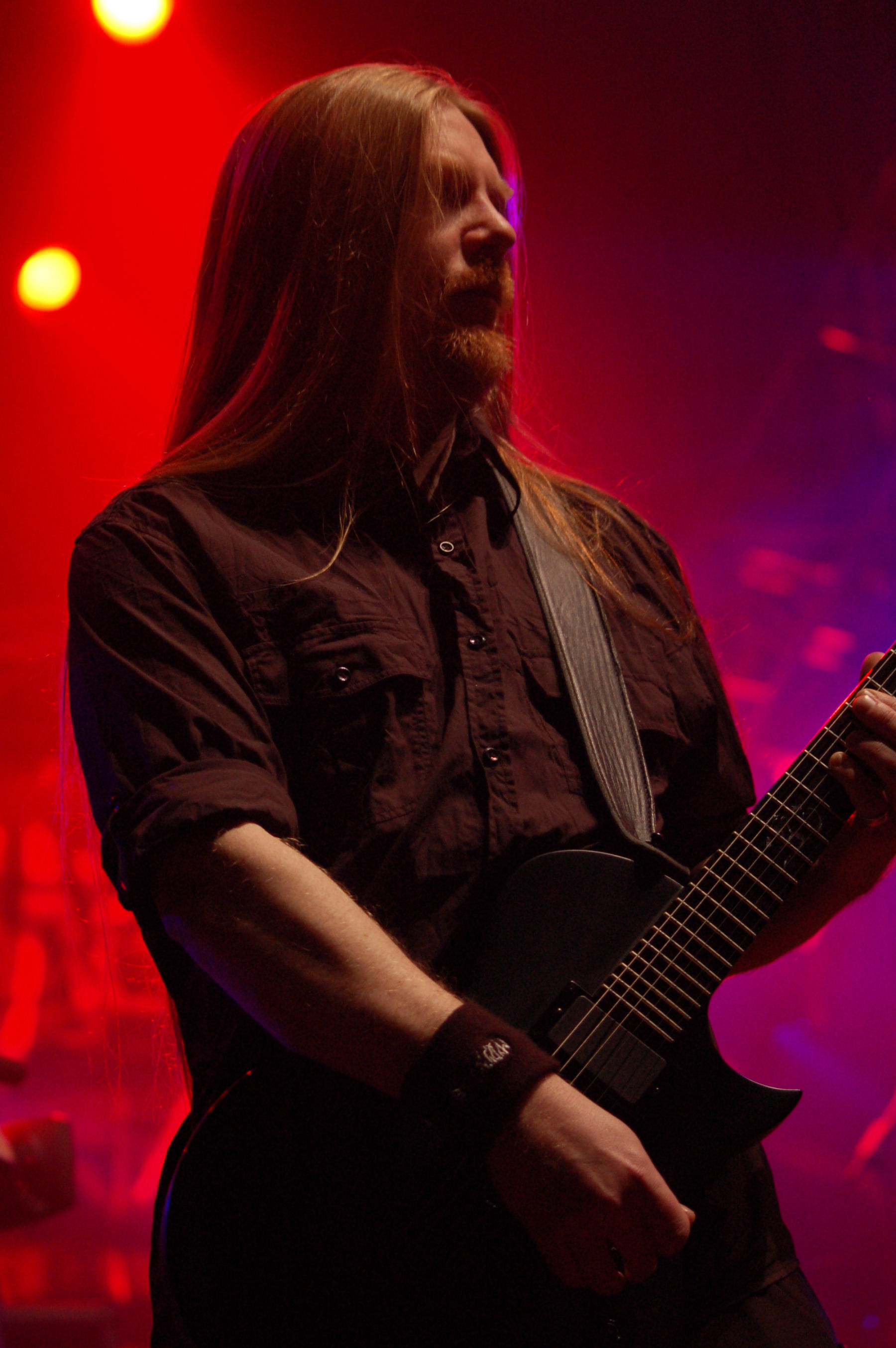
Andrew Craighan gitáros.

2009. március 23-án adták ki tizedik nagylemezüket a For Lies I Sire címűt, melyen új tag mutatkozott be Katie Stone személyében, aki a billentyűs témákért felel, de hegedűn is játszik. Utóbbi hangszer ismételt felbukkanását a rajongók egy része kitörő lelkesedéssel fogadta. Katie azonban hamarosan kilépett, helyére Shaun MacGowan került. 2009 tavaszán egy újabb EP jelent meg Bring Me Victory címmel, melyen a Scarborough Fair című tradicionális angol ballada feldolgozása is megtalálható.
A zenekar 20 éves fennállását egy Evinta című gyűjteményes anyaggal kívánja megünnepelni, melyen a terveik szerint újra felveszik az előző anyagot..

### Jelenlegi tagok
- Aaron Stainthorpe – ének (1990–)
- Andrew Craighan – gitár (1990–) (ex-Abiosis)
- Neil Blanchett – gitár (2019–)
- Lena Abé – basszusgitár (2007–)
- Jeff Singer – dob (2018–) (Paradise Lost, Blaze)
- Shaun MacGowan – billentyűs hangszerek/hegedű (2009–) (Narcotic Death)

### Korábbi Tagok
- Martin Powell – billentyű, hegedű (1991–1998) (ex-Anathema, ex-Cradle of Filth, ex-Cryptal Darkness)
- Calvin Robertshaw – gitár (1990–1999)
- Bill Law – dob (1998–1999) (ex-Dominion)
- Rick Miah – dob (1990-1997) (ex-Abiosis, ex-Khang, ex-Lazarus Blackstar)
- Shaun Taylor-Steels – dob (1998–2006) (ex-Solstice, ex-Anathema, ex-Ironside)
- Adrian Jackson – basszusgitár (1991–2007)
- Sarah Stanton – billentyű (2002–2008)
- Katie Stone – hegedű, billentyű (2008– 2009)
- Hamish Glencross – gitár (1999–2014) (ex Solstice, ex-Seers Tear)
- Dan Mullins – dob (2007–2018) (ex-Sermon of Hypocrisy, Kryokill, Bal-Sagoth, The Axis of Perdition, Epitaph, Code, The Enchanted, Thine, Broken, Mine[thorn])

### Vendég zenészek
- Jonny Maudling – billentyűs (Bal-Sagoth)
- Michelle Richfield – vokál a "34.788%... Complete" albumon.
- Yasmin Ahmed – billentyűs (1999–2002) (ex-Ebonylake)
- John Bennett – dobos (The Prophecy)

## Diszkográfia

### Nagylemezek
- As the Flower Withers (1992)
- Turn Loose the Swans (1993)
- The Angel and the Dark River (1995)
- Like Gods of the Sun (1996)
- 34.788%...Complete (1998)
- The Light at the End of the World (1999)
- The Dreadful Hours (2001)
- Songs of Darkness, Words of Light (2004)
- A Line of Deathless Kings (2006)
- For Lies I Sire (2009)
- Evinta (2011)
- A Map of All Our Failures (2012)
- Feel the Misery (2015)
- The Ghost of Orion (2020)
- A Mortal Binding (2024)

### Koncertlemezek
- The Voice of the Wretched (2002)
- An Ode to Woe (2008, DVD változatban is.)

### Válogatásalbumok
- The Stories (1994) (box set)
- Trinity (1995)
- Meisterwerk 1 (2000)
- Meisterwerk 2 (2001)
- Anti-Diluvian Chronicles (2005)

### Demók, kislemezek, EP-k
- Towards the Sinister (1990, demó)
- God Is Alone (1991, 7")
- Symphonaire Infernus et Spera Empyrium (1991, EP)
- The Thrash of Naked Limbs (1992, kislemez)
- Unreleased Bitterness (1993, 7")
- I Am the Bloody Earth (1994, kislemez)
- The Sexuality of Bereavement (1994, 7")
- Deeper Down (2006, kislemez)
- Bring Me Victory (2009, EP)[4]
- The Barghest O' Whitby (2011, EP)
- The Manuscript (2013, EP)
- Macabre Cabaret (2020, EP)

### Videók
- For Darkest Eyes (1997)
- Sinamorata (2005)
- An Ode to Woe (2008, CD változatban is)[5]